# Одного разу двадцять років по тому
«Одного разу двадцять років по тому» (рос. Однажды двадцать лет спустя) — радянський кінофільм (1980) режисера Юрія Єгорова, присвячений долі багатодітної матері Надії Круглової на тлі зустрічі її однокласників.

## Сюжет
Одного разу 20 років по тому на телевізійній передачі, присвяченій випускникам шкіл, зустрічається клас головної героїні Надії Круглової. Кожному з випускників потрібно коротко відповісти на два питання: «що найголовнішого відбулося у Вашому житті?» І «чого ще Ви від життя чекаєте?». Багатодітній матері-героїні з десятьма дітьми дуже важко відповісти на це питання однозначно, на її думку, в її житті немає «неголовних моментів». Фільм складається зі спогадів головної героїні, яка намагається знайти відповіді на ці непрості питання. Тут і переживання дітей підліткового віку, і зростання ще зовсім маленьких особистостей. Але головне — погляд на світ багатодітній матері, її переживання, уявні міркування, спогади. Попри на безліч проблем, пов'язаних з вихованням дітей, вона залишається справжньою жінкою, коханою і бажаною.

## Зйомки
Фільм знімався в Калузі. Однак одна сцена прощання біля будинку знімалася в районі Бібірево міста Москви (тоді це був Кіровський район), на вулиці Лєскова, неподалік від заказника Алтуф'єво.
Режисер фільму — Юрій Єгоров, який свого часу зняв такі популярні радянські фільми, як «Добровольці» і «Проста історія».

## У ролях
- Наталя Гундарєва — мама
- Віктор Проскурін — Кирило, тато
- Марина Яковлєва — Наташа, вчителька, старша дочка Круглова
- Олексій Ясулович — Антон Круглов, син
- Дар'я Мальчевська — Маша Круглова, дочка
- Євген Лазарєв — телеведучий
- Олег Єфремов — художник
- Ігор Ясулович — військовий
- Валентин Смирнитський — завгосп
- Валентина Титова — Леночка Амосова, астроном, однокласниця
- Олександр Потапов — однокласник
- Леонід Якубович — однокласник
- Інга Будкевич — директорка магазину
- Тетяна Єгорова — однокласниця
- Олексій Миронов — дідусь Антон
- Алевтина Рум'янцева — вчителька
- Клавдія Козльонкова — Ратіма
- Олена Чухрай — дружина Андрія, господиня пуделя